# Anteraxantin
Anteraxantin (från grekiska άνθος ánthos, "blomma", och ξανθος xanthos, "gul") är ett klargult antennpigment som finns hos många fotosyntetiserande växter. Det är en oljelöslig alkohol som tillhör xantofyllerna bland karotenoiderna som ingår som mellanled mellan violaxantin och zeaxantin i xantofyllcykeln. Antoxantin är både en komponent i och en produkt av cellernas fotoprotektiva mekanismer hos fotosyntetiserande grönalger, rödalger, euglenider och växter.

## I xantofyllcykeln

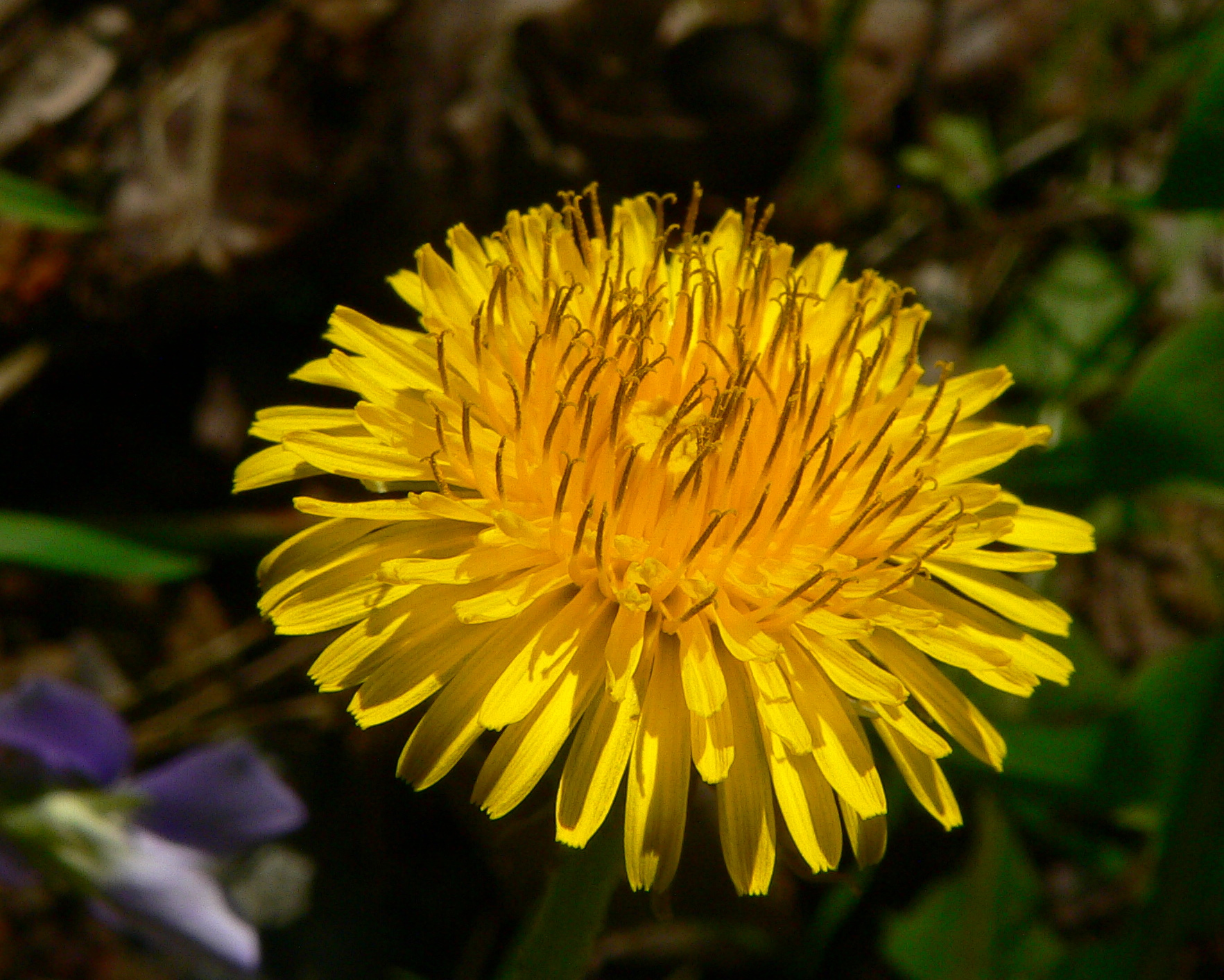
Anteraxantin finns i höga halter i solexponerade maskrosblommor.

Anteraxantin är ett mellanled i xantofyllcykeln hos de flesta fotosyntetiserande eukaryoter (nämligen växterna) och även hos vissa bakterier. I xantofyllcykeln omvandlas vissa karotenoider via enzymkatalyserade reaktioner till antingen mer eller mindre fotoprotektiva pigment.
Under starkt solsken kan en växt öka sin förmåga att ta hand om överflödig ljusenergi (vilken kan leda till skador orsakade av fotooxidation), och sprida den som mindre skadlig värme (så kallad "non-photochemical quenching", "NPQ"), genom att omvandla det orange pigmentet violaxantin till antheraxanthin och sedan vidare till ljusgult zeaxantin. Den sammanlagda mängden pigment i xantofyllcykeln förkortas ibland "VAZ" i vetenskaplig litteratur, vilket är en förkortning av cykelns huvudpigment (Violaxantin, Anteraxantin och Zeaxantin), för att skilja den från två andra xantofyllcykler som förekommer hos alger och vissa växter.

## Förekomst i tylakoidmembranet
Xantofyllcykeln äger, liksom övriga fotopigmentreaktioner, rum i kloroplasternas tylakoidmembran. Anteraxantin ger större skydd mot ljus och värme än violaxantin, men mindre än zeaxantin.
Reaktionerna i xantofyllcykeln, där anteraxantin är ett mellanled, är oftast ett svar på förändringar i ljus- eller strålningsintensitet, som orsakar förändringar av pH i tylakoiderna. Växterna kan reglera mängden ljus som används till fotosyntes genom att höja eller sänka strålningsskyddet med hjälp av xantofyllcykelns reaktioner.
Huvuddelen av kloroplasterna finns i cellerna i växtens mesofyllvävnad, precis under epidermis (det yttre lagret) i stjälkar och blad.  Eftersom tylakoiderna finns i kloroplasterna finns således anteraxantin och de övriga fotopigmenten i högst koncentration i kraftigt belysta blad.
En höghöjdsstudie av maskrosor (Taraxacum sp.) i Andrena fann höga halter av anteraxantin hos exponerade blad på en nordvästsluttning på 1600 meters höjd och ännu högre på 3600 meter.

## Enzym och reaktioner
Anteraxantin är en partiellt de-epoxiderad form av violaxantin - för att bilda anteraxantin tas den ena av violaxantins epoxidgrupper bort och ersätts av en dubbelbindning. Av denna anledning kallas xantofyllcykeln ibland violaxantincykeln. Violaxantindeepeoxidas (VDE) är det enzym som avlägsnar denna epoxidgrupp från violaxantin. Det katalyserar även bildningen av zeaxantin genom att avlägsna båda grupperna. De mycket långsammare omvända reaktionerna katalyseras av zeaxantinepoxidas (ZE).